# Cryptocyclops intermedius
Cryptocyclops intermedius – gatunek widłonoga z rodziny Cyclopidae. Jako pierwsi opisali go w 1964 roku chińscy zoolodzy Shen Jiarui i Dai Aiyun, nadając mu nazwę Microcyclops intermedius.